# Mimico
Mimico är en stadsdel i staden Toronto i den kanadensiska provinsen Ontario. Det började med att det byggdes en järnvägsstation 1855 och ett år senare grundades Mimico officiellt. Den blev klassificerad som ett samhälle (village) 1911 och som en stad 1917. 1968 gick Mimico ihop med Etobicoke och 1998 blev den en del av Toronto.